# محمد بن حمود الوائلي
محمد بن حمود الوائلي (1359 هـ / 1940م - 1431 هـ / 2010م) مدرس بالمسجد النبوي ومحاضر بالجامعة الإسلامية بالمدينة المنورة، ووكيلها للدراسات العليا والبحث العلمي.

## مولده ونشأته العلمية
هو أبو خالد محمد بن حمود بن عبد الرحمن بن منيع بن حمد بن محمد بن حمد بن عثمان بن ناصر بن حمد بن إبراهيم بن حسين بن مدلج بن حسين الوائلي من آل مدلج، ولد في مدينة بريدة عام 1359 هـ، ونشأ نشأة علمية منذ صغره ثم انتقلت أسرته من مدينة بريدة في منطقة القصيم إلى مدينة الرياض وعمره آنذاك ست سنوات. ثم بعد أن أنهى دراسته الابتدائية التحق بالمعهد العلمي بالرياض، ودرس فيه المرحلة المتوسطة وحفظ القرآن، ثم انتقل إلى معهد الجامعة الإسلامية بالمدينة النبوية في المرحلة الثانوية وهناك التقى بمحمد ناصر الدين الألباني.
تخرج من معهد الجامعة الإسلامية عام 1383هـ وحاز على الترتيب الأول، ثم واصل التعليم وتحصل على شهادة الليسانس من كلية الشريعة بالجامعة الإسلامية بالمدينة النبوية عام (1387هـ / 1388هـ)، وكان بعد تخرجه من المعهد قد وكل إليه التدريس بمعهد الجامعة لمدة أربع سنوات من عام 1387هـ إلى 1388هـ بعد ذلك التحق بكلية الشريعة والقانون بجامعة الأزهر بالقاهرة، وحصل على درجة الماجستير في الفقه المقارن عام 1392هـ، عند حصوله على الماجستير انتدب إلى كلية الشريعة بالجامعة الإسلامية حيث صار مدرسا فيها عام (1392هـ /1393هـ). انتقل إلى دراسة الدكتوراه وحصل عليها من جامعة الأزهر في الفقه المقارن عام 1395هـ بتقدير ممتاز مع مرتبة الشرف الأولى مع التوصية بطبع الرسالة، وكانت دراسته تحت عنوان (ابن رجب وأثره في الفقه).

## دروسه العلمية
- شرح الكافي لابن قدّامة المقدسي في الفقه الحنبلي وأمضى في شرحه ست سنوات ونصف.[1]
- شرح بداية المجتهد ونهاية المقتصد لابن رشد الحفيد في الفقه المالكي وأمضى في شرحه ثمان سنوات كاملة.[1]
- شرح كتاب تقرير القواعد وتحرير الفوائد لابن رجب الحنبلي حتى بلغ القاعدة الثالثة والعشرين.
- عقد مجلسين في كتاب سنن أبي داود ليجمع الطالب بين المسائل الفقهية وأدلتها.
- القواعد الفقهية تاريخها وأثرها في الفقه.
- حكم الشريعة الإسلامية في المسكرات وطرق مكافحتها وآثارها.
- قبس من تاريخ الفقه الإسلامي.
- مكانة المسجد في الإسلام.[3]
- الحج المبرور.[4]

## وفاته
في آخر رمضان من عام 1431 هـ أجريت له عملية في القلب في المستشفى السعودي الألماني، وكانت حالته على ما يرام إلى أن أًصيب بجلطة، فنقل إلى مستشفى الملك فهد بالمدينة المنورة فتمت معالجته فتحسن نسبياً، لكن توفى ليلة الخميس 28 شوال 1431 هـ، وقد صلي عليه ظهر يوم الخميس 28-10-1431هـ في المسجد النبوي ودفن في مقبرة البقيع.